# Toxocaridae
Toxocaridae je nově vytvořená čeleď hlístic patřící do řádu škrkavic (Ascaridida). Čeleď zahrnuje zejména rod Toxocara s několika druhy. Jedná se o veterinárně významné parazity domácích, ale i volně žijících zvířat.